# Andreas Stech
Andreas Stech, né en 1635 à Stolp (Słupsk), en Poméranie, et mort le 12 janvier 1697 à Dantzig, est un peintre baroque allemand du XVIIe siècle qui a réalisé des portraits, des retables et des thèmes spirituels, un célèbre paysage urbain de Gdansk, des natures mortes ainsi que des images d'animaux.

## Biographie
Andreas Stech est le fils du peintre Heinrich Stech de Lübeck. Il y est baptisé le 9 septembre 1635, dans le religion luthérienne. En 1636, sa famille s'installe à Dantzig. C'est un élève d'Adolf Boy (1612-1683). En 1658, il épouse la fille de son maître, veuve du peintre August Ranisch. Après la mort de sa première femme, il épouse Adelgunde, la fille de Nicias Wulf. Il a cinq enfants de son premier mariage et quatre de son second. En 1662, il devient maître artisan sur la base de son œuvre : La vocation de saint André et de Crésus se jetant dans le feu. En 1667, il obtient la citoyenneté de Dantzig. En 1673, il devint juré. Il est supposé qu'il a séjourné à Leyde, à Venise et à Rome. À partir de 1677, il travaille pour le roi Jean III Sobieski de l'Union de Pologne-Lithuanie. Il meurt le 12 janvier 1697 à Dantzig. Son frère aussi était peintre.
Son nom est parfois orthographié Steg, Stegh, Stecher, Stegh, Steche. Les sources polonaises lui donnent régulièrement la forme polonaise de son prénom : Andrzej.

## L'œuvre d'Andreas Stech
Dans les années 1689-96, aidé d'élèves, il réalise un groupe de 15 peintures pour le cloître du monastère cistercien de Pelplin.
Stelch est réputé avoir été influencé, en tant que portraitiste, par la tradition hollandaise créée par Daniel Schultz. Dans l'art religieux, il a été influencé par la peinture flamande, principalement par Peter Paul Rubens. Parmi les œuvres de Stech :
- Spaziergang vor den Toren Danzigs (Promenade aux portes de Gdansk''), 1680[10]
- Portrait d'Aleksandre Zasławski-Ostrogski, huile sur toile, 186,5 cm x 122 cm, 1670, Musée National, Minsk[11]
- Portrait de Gabriel Friedrich Schumann, huile sur toile, 84 cm x 73 cm, 1685, Musée National, Gdansk
- Das winterliche Panorama von Danzig (Le panorama hivernal de Gdansk), 1678[réf. souhaitée]

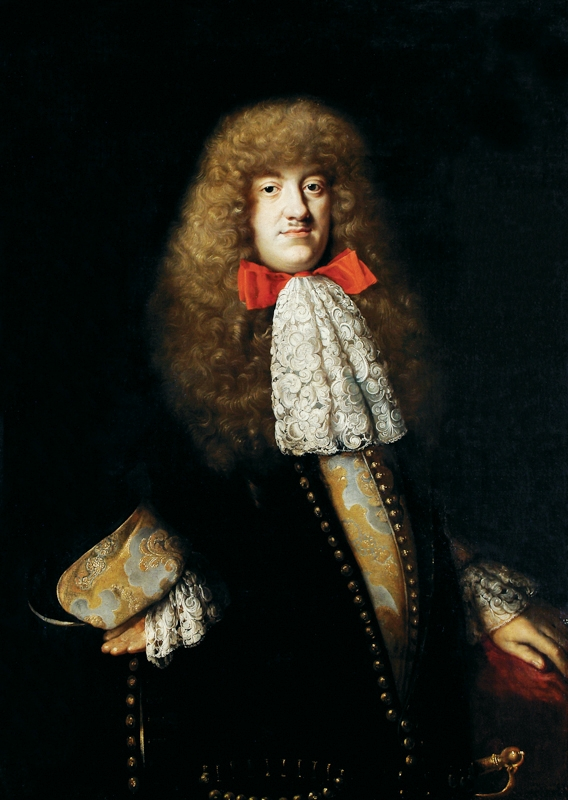
portrait d'Heinrich Schwarzwaldt
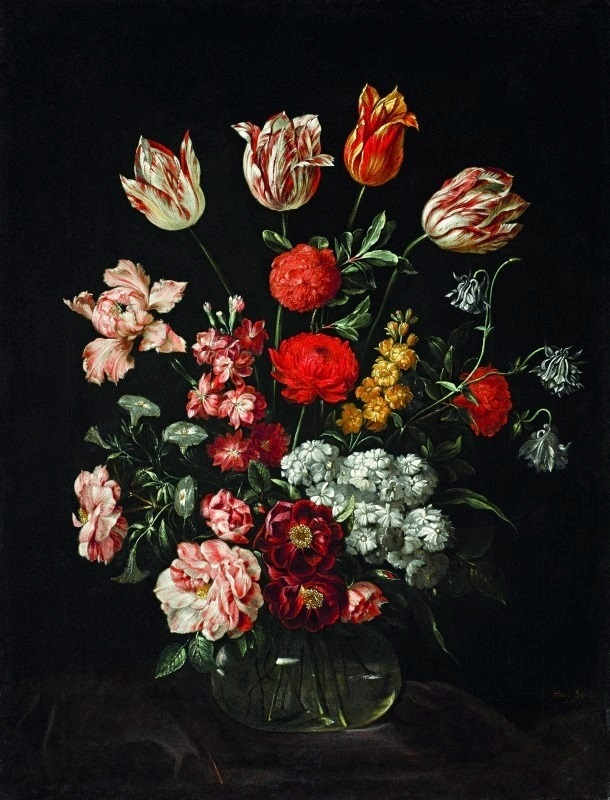
Composition florale
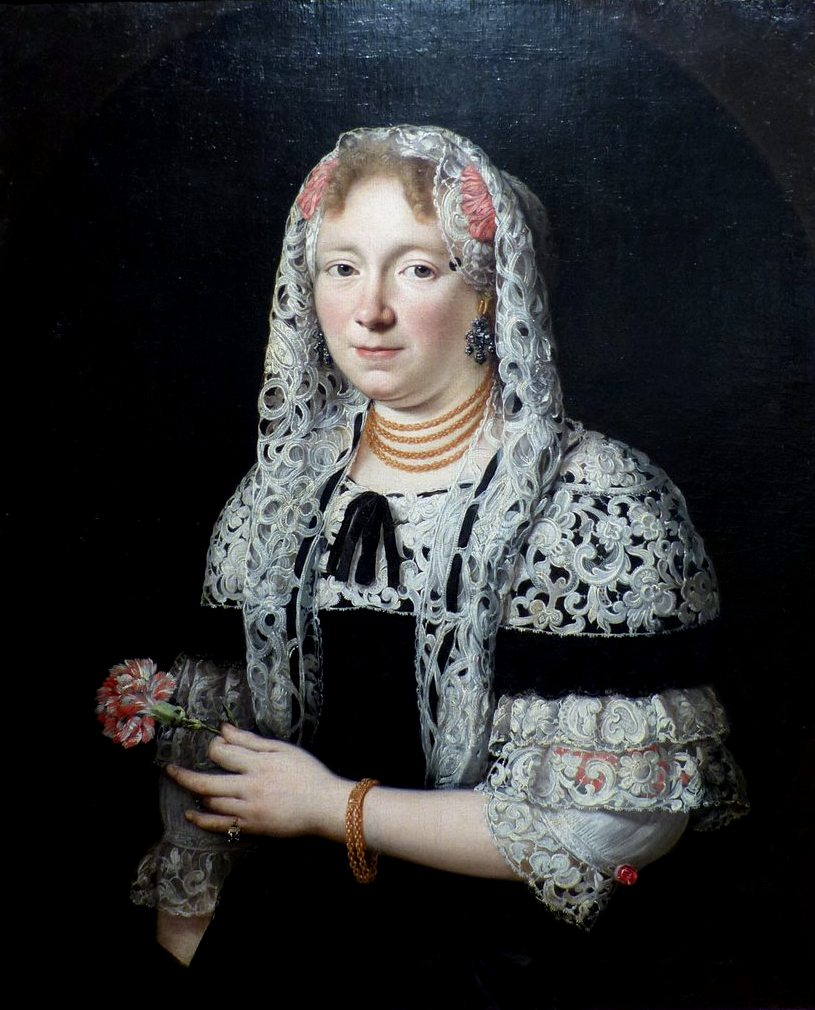
Dame patricienne de Danzig
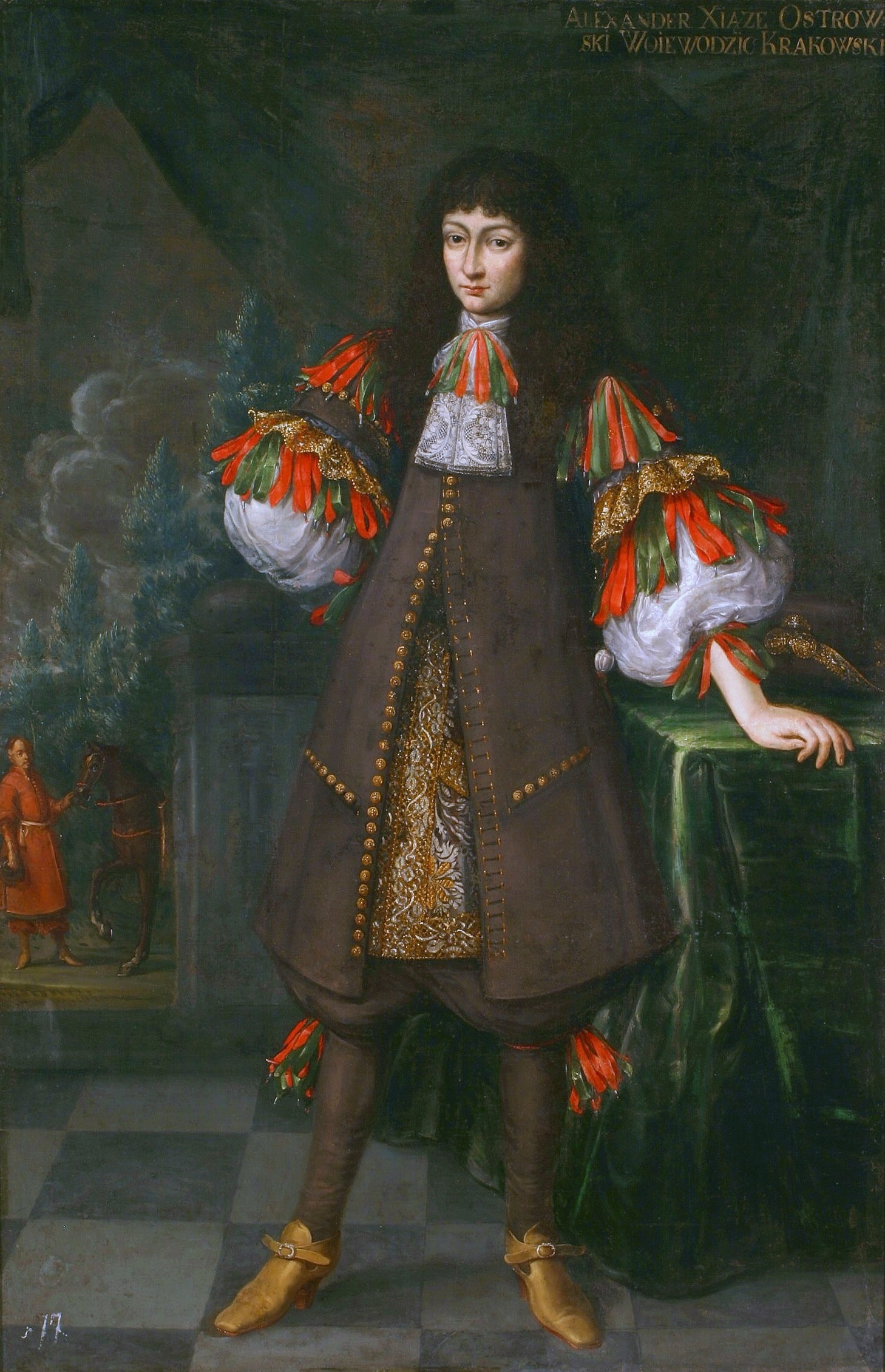
Portrait d'Alexandre Zasławski-Ostrogski
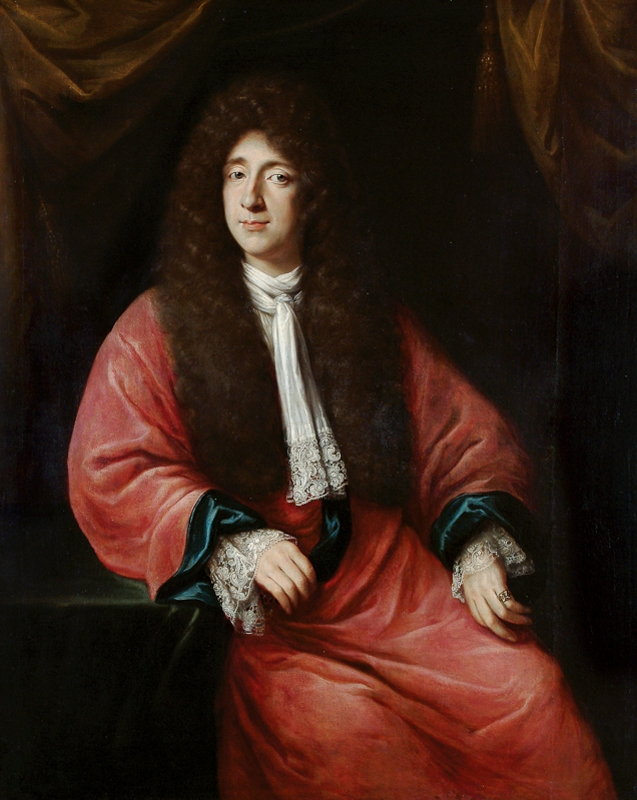
portrait de Friedrich Gabriel Engelcke
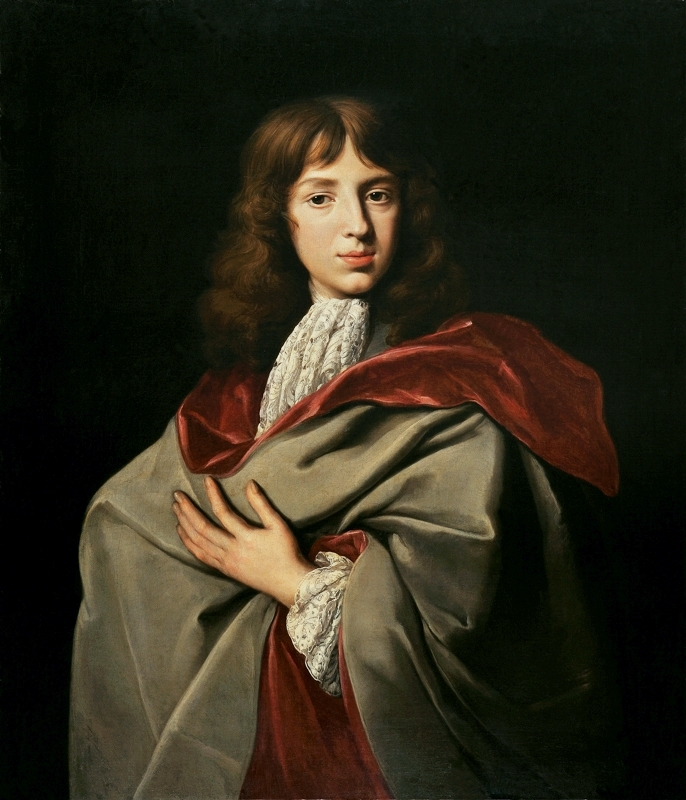
portrait de Gabriel Friedrich Schumann
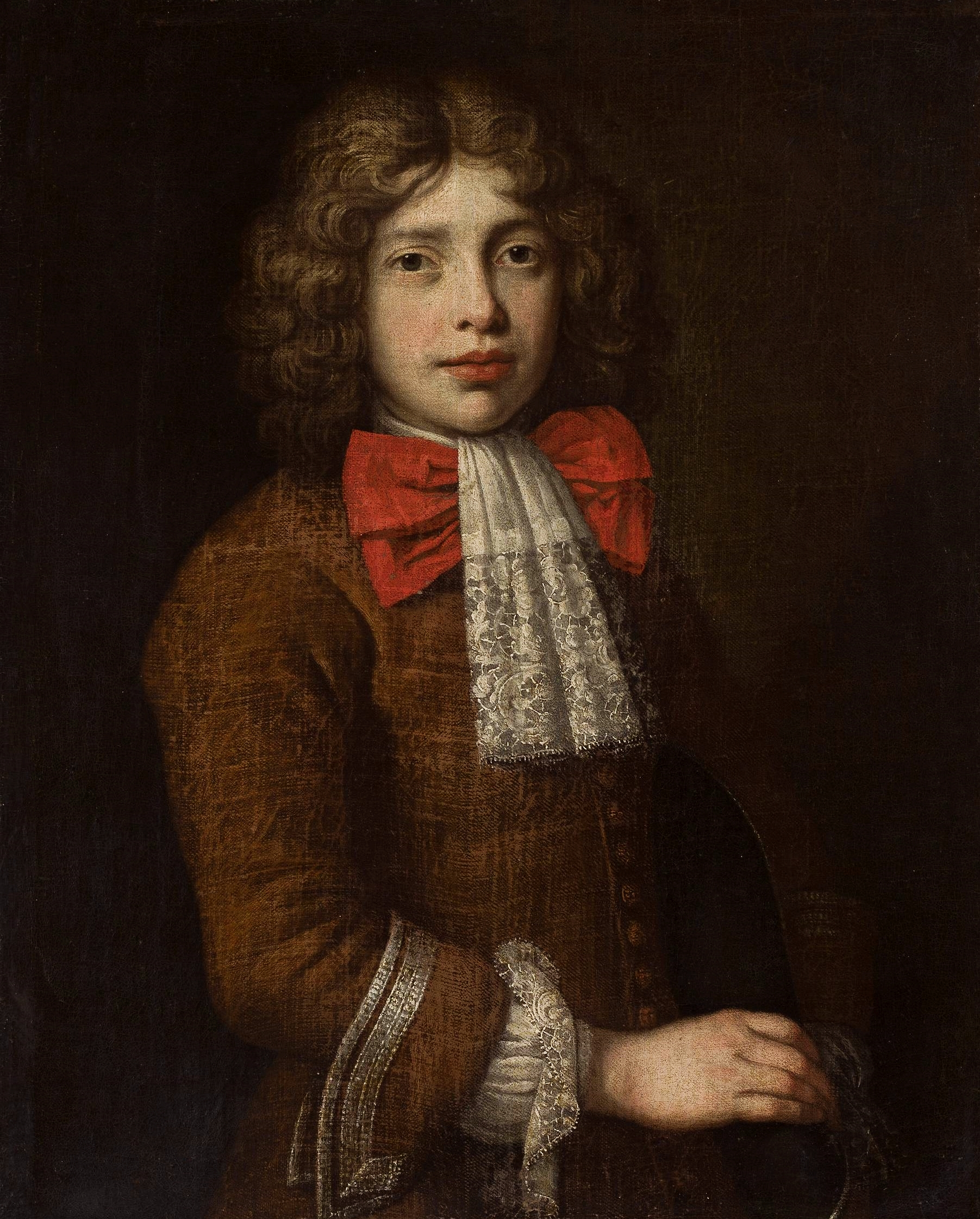
Garçon avec un nœud rouge et un jabot

Andreas Stech a aussi illustré des travaux techniques de son époque, en particulier les instruments de l’astronome Johannes Hevelius (en plus de faire deux portraits de lui):

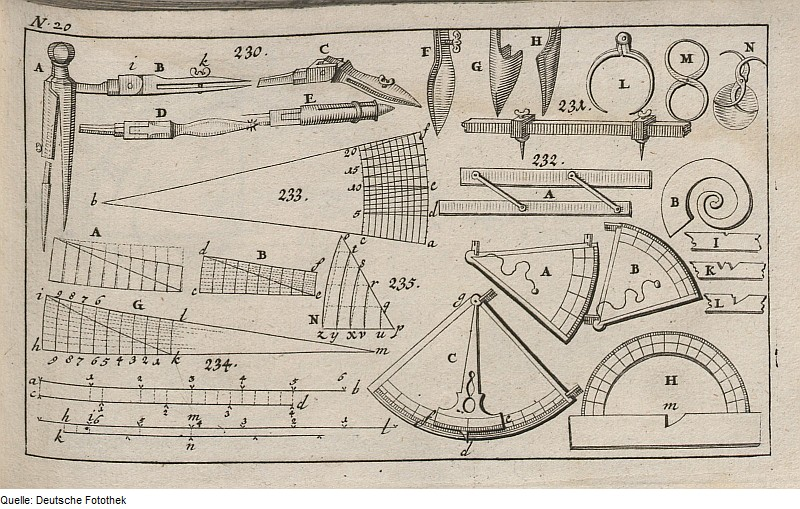
instruments de géométrie et de mesure
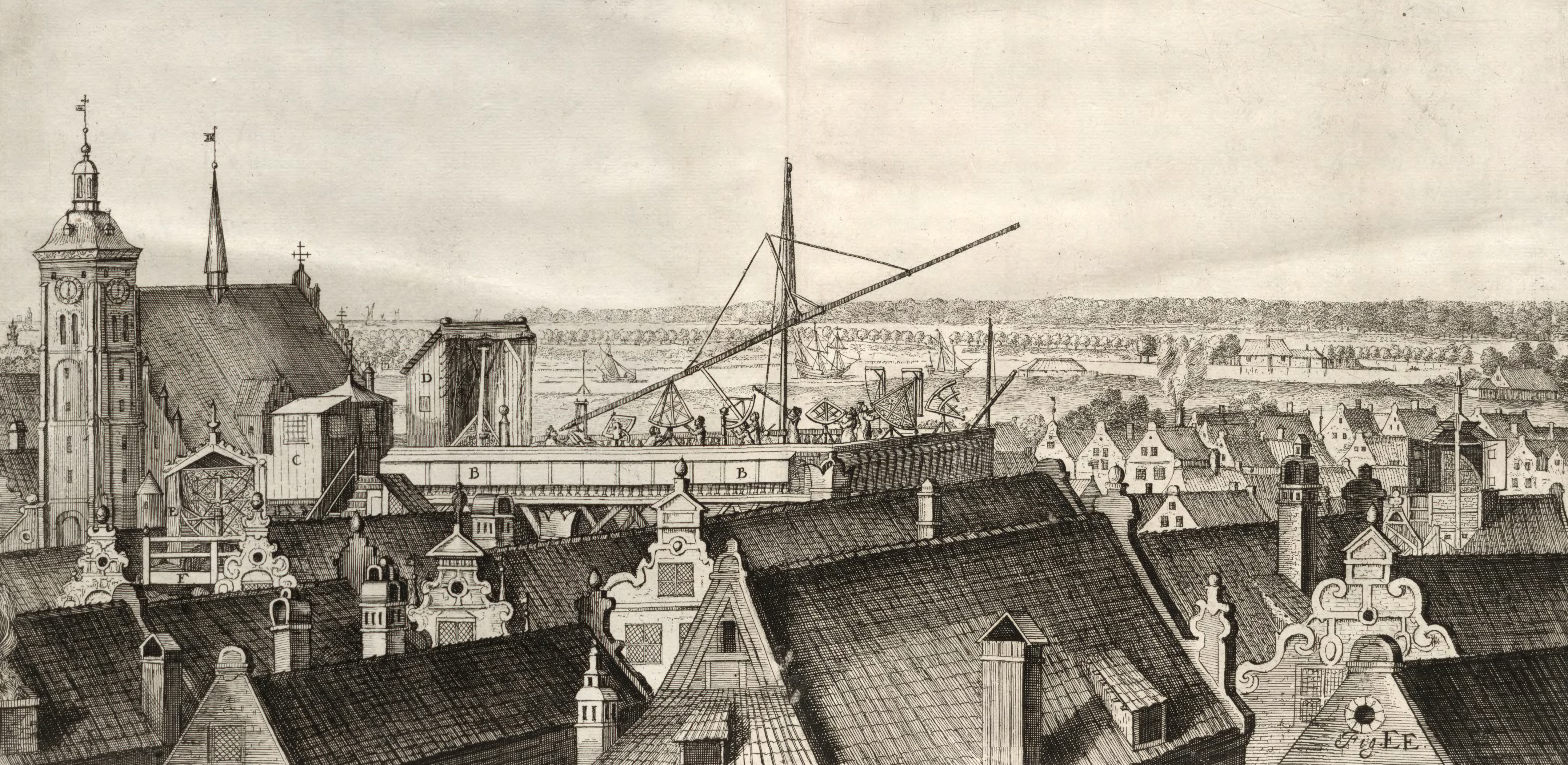
Machinae Coelestis - machines célestes
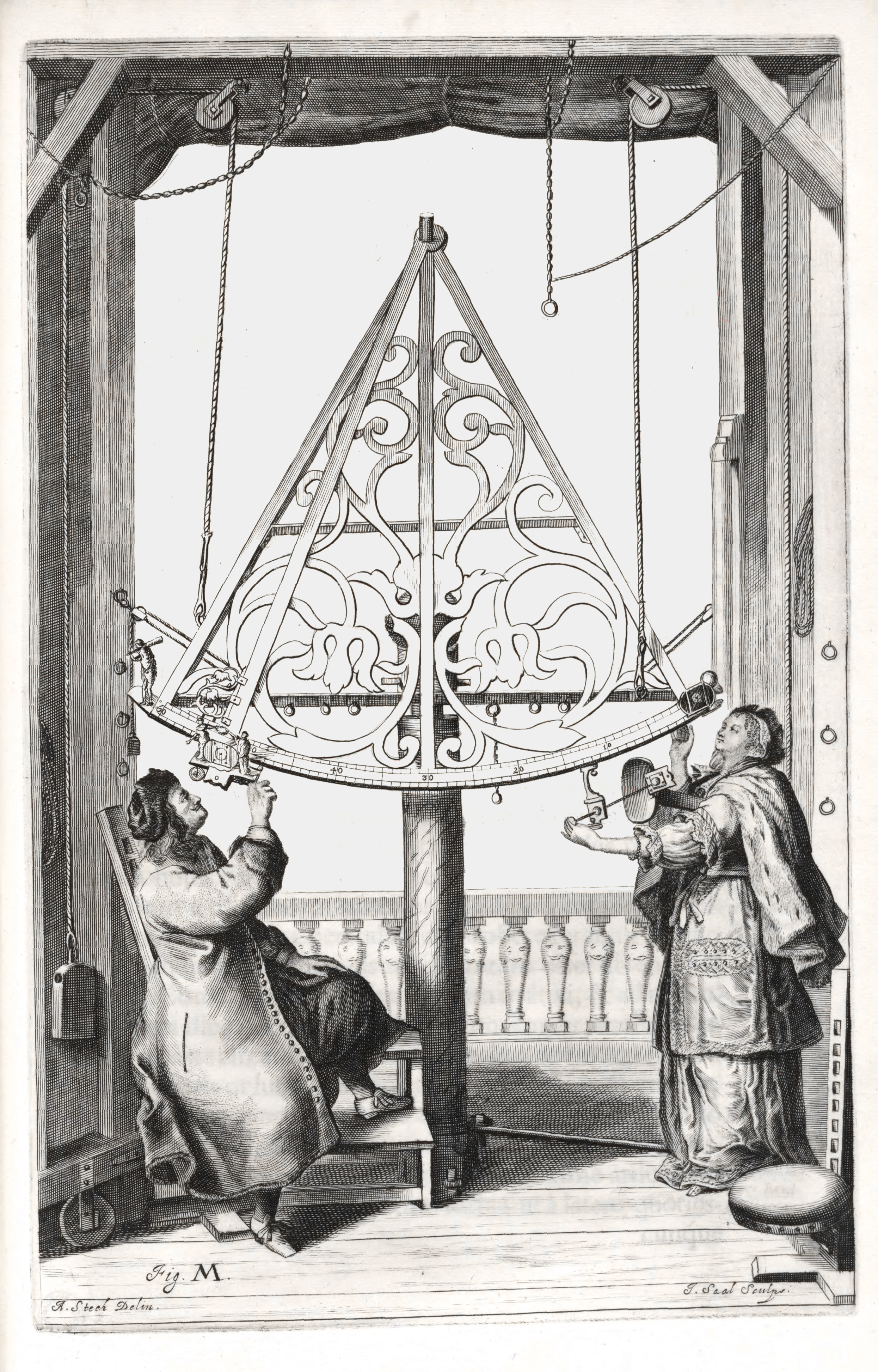
Machinae Coelestis - machines célestes